# Стоун-стрит (Манхэттен)
Сто́ун-стрит (англ. Stone Street) — улица в нижнем Манхэттене, Нью-Йорк.
В 1980 году улица была разделена на две части зданием 85 Брод-стрит, в котором располагалась штаб-квартира банка Goldman Sachs. На этой части Стоун-стрит открыто одностороннее автомобильное движение. Западная часть начинается от улицы Уайтхолл-стрит и кончается на Брод-стрит. Восточная часть начинается от здания 85, Брод-стрит и кончается на улице Уильям-стрит. Эта часть Стоун-стрит является пешеходной.
Улица существовала как минимум уже в 1656 году, ещё в Новом Амстердаме. Поначалу она называлась Браувер-Страт (нидерл. Brouwer Straat) по располагавшимся на ней пивоварням. Одним из владельцев пивоварни был Олоф Стевенсен ван Кортландт (нидерл. Oloff Stevensen van Cortlandt), отец первого мэра Нью-Йорка Стефануса ван Кортландта. Помимо пивоварен на Браувер-Страт находились дома многих зажиточных горожан. В марте 1657 года жители улицы, недовольные её плохой проходимостью, подали прошение о мощении. При этом жители предлагали заплатить за проведение работ из своего кармана. Прошение было одобрено, и в 1658 году Браувер-Страт стала первой мощёной улицей в Новом Амстердаме. В XVIII веке улица носила название Дьюк-стрит (англ. Duke Street). Своё современное название улица получила в 1794 году в честь своей мостовой: англ. Stone Street дословно — «каменная улица». В декабре 1835 года улица значительно пострадала от пожара, охватившего весь нижний Манхэттен. После него Стоун-стрит, наряду с Милл- и Джон-стрит, была расширена. Многие здания были перестроены в неогреческом стиле. В начале XX века по проекту архитектора Чарльза Гильберта фасады некоторых зданий были перестроены в стиле нео-голландского ренессанса.
В 1996 году восточная часть улицы была включена в Исторический район Стоун-стрит (англ. Stone Street Historic District).

## Галерея
- Пешеходный участок улицы